# Aviflora
Aviflora was een recreatiepark in de Belgische plaats Ingelmunster in de provincie West-Vlaanderen. In 2015 werd het gesloten wegens faillissement.
Het park werd in 1956 gesticht door Frans Vanooteghem samen met zijn echtgenote Maria Mattan. Na de pensionering van Frans werd een deel van het park verkocht en dreigde ook voor de rest het einde. In 2000 werd het overgenomen door Marnick Goossens, die vanaf 2009 samen met zijn zoon ook de kasteelkelder van het Kasteel van Ingelmunster uitbaatte.
Het recreatiepark bood een aantal attracties aan waaronder:
- Een overdekte speeltuin
- Een openluchtspeeltuin
- Enkele shows waaronder een hondenshow, een papegaaienshow en een roofvogelshow.
- Een reeks dieren, vooral de collectie parkieten was het noemen waard.

In 2018 werden in een veiling grote delen van het domein verkocht aan een koppel dat er een nieuw familiepark wil oprichten.